# Ar-Rifa
Ar-Rifa, Al-Riffa, Riffa (arab. الرفاع) – miasto w północnej części Bahrajnu. Liczy ok. 79 550 mieszkańców (2001). Miejsce urodzenia obecnego króla, Hamada ibn Isa al-Chalify. Drugie co do wielkości miasto kraju. Dzieli się na dwie części: Ar-Rifa al-Gharbi i Ar-Rifa asz-Szarki. Miasto jest bardzo szybko rozwijającym się ośrodkiem miejskim, szacuje się, że w 2008 osiągnęło liczbę 111 000 mieszkańców.
Pełni głównie rolę handlową oraz mieszkalną.